# Кафрский рогатый ворон
Кафрский рогатый ворон, или южный рогатый ворон (лат. Bucorvus leadbeateri) — самый крупный вид из отряда птиц-носорогов, один из двух видов, входящих в род рогатых воронов. Обитает в африканской саванне, к югу от экватора.

## Общая характеристика
Крупная птица, от 90 до 129 см длиной и весом от 3,2 до 6,2 кг. Отличается чёрным оперением и яркими красными участками кожи на лицевой части головы и шеи. У молодых птиц эти участки жёлтого цвета. Клюв чёрного цвета, прямой, имеет шлем, который в большей степени развит у самцов.

## Среда обитания
Населяет открытые пространства с разреженными кустарниками. Основной ареал — Южная Кения, Бурунди, юг Анголы, северная Намибия, северная и восточная Ботсвана и северо-восточная и восточная Южная Африка. Гнездится в полых пнях или в дуплах баобабов — гнездо не замуровывается, а самка ежедневно покидает гнездо для дефекации и ухода за собой.

## Питание
Единственный настоящий хищник среди птиц-носорогов. Основу питания рогатых воронов составляют членистоногие, в частности насекомые (кузнечики, жуки, скорпионы, термиты). В сухой сезон птицы поедают большое количество личинок насекомых, моллюсков, лягушек, ящериц, змей (часто ядовитых), черепах, грызунов, иногда добывают даже белок, молодых зайцев и мангустов.
Рогатые вороны большую часть времени проводят на земле, пищу собирают, медленно расхаживая по саванне. Эти птицы способны съесть практически любое некрупное животное, которое смогут поймать. Быстро схватывая добычу с земли они подбрасывают её в воздух, чтобы удобнее было проглотить, и убивают её сильными ударами клюва.
Охотятся рогатые вороны группой по 2-8 птиц (до 11), крупную добычу часто преследуют сообща. Единственные из всех птиц-носорогов они могут набирать в клюв по несколько пищевых объектов, не проглатывая, нести их к гнезду. Иногда едят падаль, лакомясь заодно и насекомыми-трупоедами. Поедают также фрукты и семена.

## Социальная организация
Социальная организация у воронов очень необычна. Рогатые вороны ведут оседлый образ жизни. Живут они небольшими группами (от 2 до 11 особей), состоящими из доминантной пары взрослых птиц и их потомков, остающихся с родителями после достижения половой зрелости. Молодые вороны помогают родителям выкармливать птенцов и охранять территорию. Самая большая из зафиксированных групп состояла из 11 рогатых воронов.
Каждая группа рогатых воронов охраняет свою территорию, размеры которой варьируют от 2 до 100 кв.км, патрулируя её границы и издавая громкие крики. Кроме криков в репертуаре рогатых воронов есть и более изощренные способы привлечь к себе внимание. Например, осторожно держа в своем громадном клюве яйцо, птица из доминирующей пары манипулирует им перед остальными членами группы.
Размножающаяся пара оставляет при себе только неполовозрелых птенцов и самцов. А самок, как только они становятся половозрелыми, выгоняют. Более того, как только главный самец становится старым, его выгоняет старший сын, и сам занимает его место.

## Поведение
Как показывает история наблюдения за этим видом в естественной среде и в зоопарках мира, поведение птиц сложное и разнообразное. Во многих районах распространения вид охраняется местным населением из-за традиционных верований, связанных с интеллектуальным поведением представителей вида.

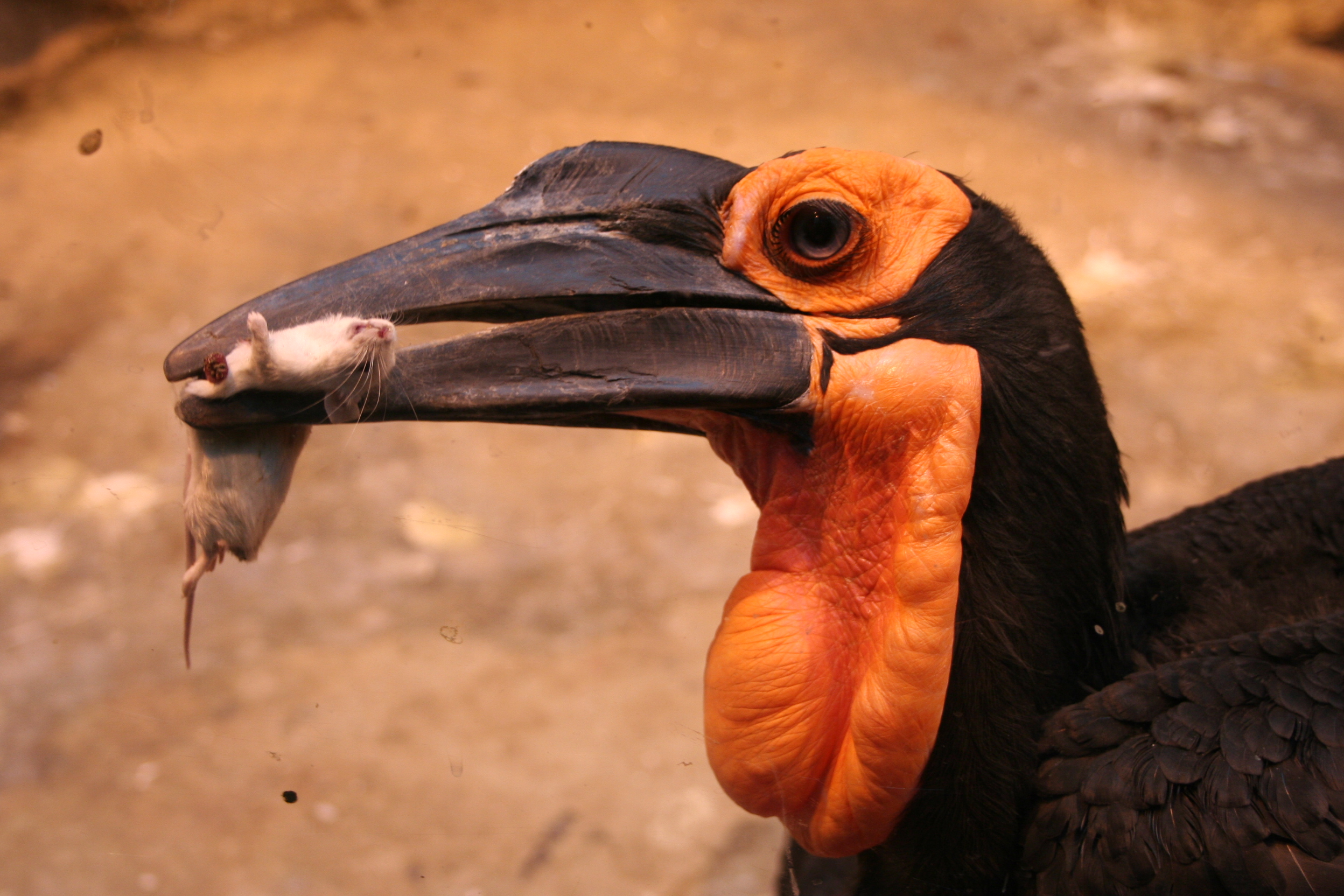
Кафрский рогатый ворон из Московского зоопарка демонстрирует посетителям свой обед

Специалисты Московского зоопарка отмечают, что птицы постоянно ищут в вольере разные предметы, найдя, показывают их друг другу, начинают ими угощать друг друга. Если один найдет яркий камешек, то сразу бежит и показывает другому.
При выдаче для игры куска поливочного шланга, вороны решают — с какой стороны у этой «змеи» будет голова. Как только определяют — с какой, начинают её «убивать», целясь именно в определенное ими место.